# Reflexus
Reflexus é o quarto álbum de estúdio da banda portuguesa Santamaria.

Contém 13 faixas, incluindo uma remistura. Foi lançado em 2001 pela editora Vidisco, com a produção a cargo de Tony Lemos e Lucas Jr.. A 6 de Dezembro do mesmo ano saiu uma edição especial com mais 3 temas e uma faixa interactiva.
A faixa interactiva extra inclui os videoclips dos temas "Quero ser… (tudo p'ra ti)" e "Espelho d'água" deste álbum e "A voar (em ti)", "Castelos na areia" e "Quero tudo (e muito mais)" do álbum anterior. Inclui ainda fotografias e até jogos como o Tetris.
Na edição especial, foram incluídas as faixas 3, 4 e 5, respectivamente "Vou amar-te sem destino", "É bom… és tu!" com a participação de Shila e "Só um gesto teu".
Deste trabalho, apenas "Quero ser… (tudo p'ra ti)" foi escolhida para integrar as duas primeiras compilações da banda: Boogie Woogie, lançada em 2003, e Hit Singles, lançada em 2006, ambas pela Vidisco.

## Faixas
1. "Intro" (Tony Lemos, Lucas Jr.) - 0:33
2. "Quero ser… (tudo p'ra ti)" (Rui Batista / Tony Lemos, Lucas Jr.) - 4:17
3. "Vou amar-te sem destino" (Rui Batista / Tony Lemos, Lucas Jr.) - 4:16
4. "É bom… és tu!" com Shila (Rui Batista / Shila, Tony Lemos, Lucas Jr.) - 4:14
5. "Só um gesto teu" (Rui Batista / Luís Marante) - 4:23
6. "Já não dá para esperar" (Rui Batista / Tony Lemos, Lucas Jr.) - 3:40
7. "Coração não chora" (Rui Batista / Tony Lemos, Lucas Jr.) - 3:32
8. "Espelho d'água" (Rui Batista / Tony Lemos, Lucas Jr.) - 3:48
9. "Magia de amar" (Rui Batista / Tony Lemos, Lucas Jr.) - 4:04
10. "No calor do desejo" (Rui Batista / Tony Lemos, Lucas Jr.) - 3:51
11. "Love dance (Amor no ar)" (Rui Batista / Tony Lemos, Lucas Jr.) - 3:08
12. "O lado oculto de ti" (Rui Batista / Tony Lemos, Lucas Jr.) - 3:36
13. "Sedução (Feel the beat)" (Mannuel Magalhães / Tony Lemos, Lucas Jr.) - 3:58
14. "Vontade de esquecer" (Rui Batista / Tony Lemos, Lucas Jr.) - 3:41
15. "Fala-me ao coração" (Rui Batista / Luís Marante) - 3:36
16. "Quero ser… (tudo p'ra ti)" by DJ Lucana (Rui Batista / Tony Lemos, Lucas Jr.) - 6:32